# اناران (سرباز)
اناران (سرباز)، روستایی از توابع بخش سرباز شهرستان سرباز در استان سیستان و بلوچستان ایران است.

## جمعیت
این روستا در دهستان سرکور قرار دارد و براساس سرشماری مرکز آمار ایران در سال ۱۳۸۵، جمعیت آن ۱۴۷ نفر (۳۱خانوار) بوده‌است.